# イトマンスイミングスクール
イトマンスイミングスクールは、東京都新宿区にある株式会社イトマンスイミングスクールが運営するスイミングスクール。
2008年（平成20年）1月、大手予備校の東進ハイスクールを展開するナガセが、「イトマンスイミングスクール」を運営していたアイエスエス株式会社（1984年（昭和59年）設立）の株式の90%を取得し子会社化。同年、株式の100%を取得。2008年（平成20年）6月1日、現在の社名に変更した。このため、「イトマンSS」のほか「イトマン東進」という略称も使われる。運営するスポーツクラブは、2012年（平成24年）3月末時点で全国に155店舗、うち業務受託店舗が40店舗ある。
また、本項では2022年（令和4年）4月1日でナガセがブリヂストンから同社のスイミングスクール・テニススクール事業部門であるブリヂストンスポーツアリーナ株式会社を取得し株式会社イトマンスポーツスクールとしてグループ化されたことに伴い、同社傘下のスイミングスクールにおいても「イトマンスイミングスクール」のブランドを展開していることから、合わせて同社についても記述する。

## 概要
かつて存在した総合商社イトマン（現・日鉄物産）により、ロート製薬社長・山田輝郎の個人運営だった山田スイミングクラブを引き継ぐ形で設立された。その際、大阪粉浜にあり不動産で経営に行き詰まった大阪スイミングクラブを引き継いだのが、大阪市住之江区粉浜西のイトマンスイミングスクール玉出校で、ナガセの傘下になるまで本スイミングクラブの本部となっていた。2018年（平成30年）3月時点で、直営校は34校、提携校は19校内受託校2校がある。
世界大会出場者（トップスイマー）を多く輩出しており、ジュニアの勢力も強い。東大阪（強化）校が選手育成に特化した校舎として開校しており、イトマン系列校に所属している全国の有力選手がここに集まっている。この東大阪（強化）校は日本水泳界を引っ張るトップレベル選手の育成の象徴的存在であり、長年にわたりオリンピック選手を輩出し続けている。近畿大学と実質的なつながりがあり、東大阪校に通う有名選手は、ほとんどが近畿大学の系列校に通っている。
2016年（平成28年）5月、東京多摩市に日本初のオリンピック仕様公認競技用プールAQIT（アキット）を立ち上げた。AQITは、民間スイミングスクールとして初めて長水路水深3mプールを備え、さらに世界で他に類を見ない独自の泳法解析システムをも有する、日本初のオリンピック仕様公認競技用プールである。この施設はイトマンスイミングスクールの選手のみならず、国内外の有力選手にも門戸を開く予定で、競泳界全体の「公器」として発展に大きく貢献することを目指すとしている。
イトマンスイミング内の全国大会イトマン招待水泳競技大会もあり、各種目にISIというイトマン独自の参加基準が設定されている。 ISIを突破した選手が、東大阪アリーナで泳ぐことができる。ジュニア選手たちにとって、イトマンは世界大会への第一歩になっている。
2021年（令和3年）9月現在、全国JOCジュニアオリンピックカップ水泳競技大会では、夏季大会は通算40勝、春季大会では通算35勝となっている。
2022年（令和4年）4月1日に前述のとおりイトマンスポーツスクールにおいてもイトマンスイミングスクールブランドを使用開始。これに伴い、両社のサイトは分かれているもののスクール検索においては各々の提携校および業務受託施設を除き、両社のスクールが双方のサイトから検索できるようになった。

## 校舎一覧
イトマンスイミングスクール運営およびイトマンスポーツスクール運営のもののみ記載する。
※印はイトマンスポーツスクール運営

### スイミングスクール
- 北海道
  - 札幌麻生校
  - 宮の森校
  - 函館校
- 宮城県
  - 向山校
- 茨城県
  - 守谷校
- 千葉県
  - 柏の葉校
- 東京都
  - 富士見台校
  - 上石神井校
  - 昭和の森校
  - 東伏見校
  - 小平校※
  - 品川校※
- 神奈川県
  - 多摩校
  - 新百合ヶ丘校
  - 横浜校
  - 港北校
  - 永田台校
  - 横須賀校
- 静岡県
  - 御殿場校
- 愛知県
  - 名古屋中村校
  - 春日井校
- 奈良県
  - 富雄校
  - 王寺校
  - 真美ヶ丘校
  - 大和郡山校
- 三重県
  - 名張校
- 京都府
  - 京都校
- 大阪府
  - 玉出校
  - 堺校
  - 旭校※
- 兵庫県
  - 西神戸校
  - 西神校
  - 神戸御影校
  - 西宮校
  - 三田校
- 福岡県
  - 福岡マリナタウン校
  - 久留米東校※
  - 古賀校※
  - 大宰府校※
  - 八女校※
  - 宗像校※
  - 小郡校※
  - 大牟田校※
  - 若松校※
  - 百道浜校※
  - 新宮校※
  - 長住校※
  - 南福岡校※
  - 志免校※
  - 久留米校※
  - 吉塚校※
- 佐賀県
  - 鍋島校※

### 強化校
選手強化施設のため、選手ではない一般には解放していない。
- 東大阪校
- AQIT（アキット）

### テニススクール
「イトマンテニススクール」として展開。
- 新所沢校※
- 浦和校※
- 久留米校※

### フィットネス
「イトマンフィットネス」として展開。
- 宮の森校
- 東伏見校
- 小平校※
- 多摩校
- 神戸御影校
- 三田校
- 西神校
- 富雄校
- 久留米東校※
- 大牟田校※
- 百道浜校※
- 久留米校※

## 主な出身選手

### 現役所属選手

#### イトマン東進所属
- 入江陵介 - 北京オリンピック男子200m背泳ぎ5位、ロンドンオリンピック男子100メートル背泳ぎで銅メダル、男子200メートル背泳ぎで銀メダル
- 塩浦慎理 - リオデジャネイロオリンピック男子50ｍ自由形16位、男子100ｍ自由形27位
- 中村克 - リオデジャネイロオリンピック男子100ｍ自由形17位、男子50ｍ自由形18位
- 大橋悠依 - 2017年世界水泳選手権女子200ｍ個人メドレー銀メダル、2020年東京オリンピック女子400m個人メドレー・女子200m個人メドレー金メダル
- 砂間敬太 - 第92回日本学生選手権水泳競技大会男子200ｍ背泳ぎ優勝

#### イトマン所属
- 本多灯 -東京オリンピック男子200mバタフライで銀メダル
- 花車優 - 2022年世界水泳選手権男子200m平泳ぎ2位
- 井狩裕貴 - 東京オリンピック男子400メートル個人メドレー11位
- 小方颯 - 2023年世界水泳選手権200m個人メドレー8位
- 高野綾 - ロンドンオリンピック女子800mリレー8位
- 竹村幸 - 第93回日本選手権水泳競技大会女子100ｍ背泳ぎ2位
- 山口観弘 - 2013年世界水泳選手権男子200ｍ平泳ぎ4位
- 敦賀直哉 - 第92回日本学生選手権水泳競技大会男子100ｍ自由形7位

- 谷川亜華葉  - 2020年東京オリンピック日本代表

### かつて所属していた主な選手
近畿大学や系列校に通っていた人物が多い。
- 千葉すず、山本貴司 - 2002年に結婚。
- 中尾美樹 -シドニーオリンピック女子200m背泳ぎ銅メダリスト。現在は近畿大学職員として後輩をサポート
- 寺川綾 - 現在はミズノ社員。ロンドンオリンピック女子100m背泳ぎ銅メダリスト
- 青山綾里 - アトランタオリンピック女子100mバタフライ6位。現在は産經新聞記者
- 奥村幸大 - 北京オリンピック男子200m自由形7位（日本初）
- 山口美咲 - 北京オリンピック女子800mリレー7位
- 外舘祥 - ロンドンオリンピック男子800mリレー9位
- 坂田怜央 - 第29回ユニバーシアード競技大会800ｍフリーリレー優勝
- 金子雅紀 - リオデジャネイロオリンピック男子200ｍ背泳ぎ11位

## かつてフランチャイジーだったスイミングスクール
イトマン不祥事を契機にフランチャイズ契約を解除したり、解除されたスイミングスクール
- はるおかスイミングスクール（福岡県）

2007年に実施された、「看板料」の引き上げなど提携条件の変更により脱退したスクール
- レオスイミングスクール（神奈川県）
2007年3月に脱退
- 北関東イトマンスイミングスクールグループ42校（埼玉県・群馬県・栃木県・福島県）
- 高島平スポーツスクール（東京都）
2007年9月に一斉脱退、10月からスクール名が「スウィンスイミングスクール（S-win）」に変わった。イトマン全選手の約40%を占めていたグループが脱退した。